# 马赛罗·塞尔吉帕诺
马赛罗（Marcelo Sergipano，1972年4月1日—），是一名已退役的巴西职业足球运动员，司职前锋，曾经效力于中国联赛上海申花。
马赛罗出生于塞尔希培州，所以在巴西国内被称为马赛罗·塞尔吉帕诺。他曾经以单季25球夺得1994年塞尔希培州锦标赛最佳射手。从州内赛事中脱颖而出后，他在职业生涯的顶峰曾效力于包括巴伊亚、庞特普雷塔、圣保罗等许多巴西知名球会。
1998年赛季中期，当时正效力于圣保罗的马赛罗随前主帅墨里西来到中国。1998年和1999年，马赛罗在上海申花一共效力了一个半赛季，就攻入了29球，被球迷称为“比莫拉还莫拉”。1998年的足协杯赛中，他在半决赛和决赛一共攻入4球，帮助球队夺得了队史第一个足协杯冠军。
2007年，马赛罗帮助塞尔希培博卡青年升入了州内甲级联赛，随后退役。2008年，他开始州内的圣克里斯多弗担任主教练。